# Хилтон-Хед-Айленд
Хи́лтон-Хед-Айленд (англ. Hilton Head Island) — город на одноимённом острове в  округе Бьюфорт, Южная Каролина, США. Расположен на 153 км южнее Чарлстона. На 2017 год занимает 10-ю строчку в списке самых населённых городов штата.

## История
Остров, в настоящее время носящий название Хилтон-Хед, посещался американскими аборигенами начиная с восьмого тысячелетия до нашей эры. В 1521 году испанская экспедиция под руководством Франсиско Кордильо вступила в контакт с местными жителями. В 1663 году остров был обследован капитаном Уильямом Хилтоном, который дал своё имя мысу у входа в бухту Порт-Ройял, в честь которого в свою очередь получил название весь остров. На картах восемнадцатого века остров некоторое время обозначался как Тренч, по имени Александра Тренча, которому была поручена его продажа владельцем острова, бароном Джоном Бейли.
В годы Войны за независимость в районе острова велись боевые действия, в основном сосредотачивавшиеся на городе Бьюфорт. На самом острове несколько домов были сожжены лоялистами и приватирами в составе британского флота. Во время войны 1812 года на острове высадились британские войска, снова сжегшие много домов.
К середине девятнадцатого века на острове располагались более чем 20 хлопковых плантаций, хозяева которых сами на нём не жили. Население острова состояло из рабов и надсмотрщиков. После сецессии Южной Каролины на острове решено было построить Форт Уокер для обороны побережья. Работы были начаты в июле 1861 года, однако так и не были завершены. В ноябре того же года силы Союза в битве за Порт-Ройял захватили форт, который был переименован в Уэллс, в честь министра военно-морского флота Гидеона Уэллса. В 1862 году генерал Ормсби Митчел основал на острове город для освобождённых рабов, Митчелвилль, и построил при нём форт для защиты от атак конфедератов.
По окончании Гражданской войны, после ухода войск, население острова упало всего до нескольких тысяч человек. В 1893 году сильный ураган, который сопровождался четырёхметровой приливной волной и от которого погибло около двух тысяч жителей округа Бьюфорт, разрушил многие из строений на острове.
В начале 1930-х годов остров был соединён с континентальной частью округа паромом. К 1940 году его население составляло чуть больше тысячи человек, в основном потомков освобождённых рабов. В 1941 году на острове были размещены морские пехотинцы США. К 1950 году население острова уменьшилось до 300 человек. На острове велась активная вырубка леса и заготовка лесоматериалов.
В начале 1950-х годов начинается активное развитие острова. Начинает действовать новая, государственная, линия паромного сообщения, затем строится мост, соединяющий остров с континентом. На острове появляются первые мотели и коттеджи на съём. В 1956 году основана торговая палата Хилтон-Хеда. Вскоре начинается продажа участков на побережье, строится первая площадка для игры в гольф. В 1967 году на острове открывается аэропорт. В 1969 году на острове постоянно проживают две с половиной тысячи человек, спустя шесть лет это число возрастает до шести с половиной тысяч. В 1975 году остров посещают четверть миллиона туристов. В 1982 году эти цифры составляли уже 12,5 тысяч и 0,5 миллиона. На следующий год Хилтон-Хед-Айленду присваивается статус города. В 1995 году население города превышает 28 тысяч человек, а количество отдыхающих — полтора миллиона.

## География

### Топография
Остров Хилтон-Хед имеет подковообразную форму, выгнутую на восток. Площадь города составляет 143,9 км², из них 108,9 км² — суша, остальное вода. Береговая линия острова постоянно меняется под воздействием приливов и песчаных наносов.

### Климат
| Показатель                    | Янв. | Фев. | Март | Апр. | Май | Июнь | Июль | Авг. | Сен. | Окт. | Нояб. | Дек. | Год |
| ----------------------------- | ---- | ---- | ---- | ---- | --- | ---- | ---- | ---- | ---- | ---- | ----- | ---- | --- |
| Средний суточный максимум, °C | 16   | 17   | 20   | 24   | 28  | 30   | 32   | 31   | 29   | 25   | 21    | 17   | 24  |
| Средняя температура, °C       | 9    | 10   | 14   | 18   | 22  | 25   | 27   | 26   | 24   | 19   | 15    | 11   | 18  |
| Средний суточный минимум, °C  | 3    | 4    | 8    | 12   | 16  | 20   | 22   | 21   | 19   | 14   | 9     | 4    | 13  |
| Норма осадков, мм             | 9    | 8    | 9    | 7    | 9   | 13   | 15   | 22   | 12   | 6    | 6     | 8    | 130 |
| Источник: www.weatherbase.com |      |      |      |      |     |      |      |      |      |      |       |      |     |

### Животный мир
Животный мир острова разнообразен и включает сотни видов птиц, белохвостых оленей, аллигаторов, головастых черепах и дельфинов. В городе налажена программа охраны головастых черепах (логгерхедов), включающая патрулирование берегов с мая по октябрь, контроль за лёжками и городской закон, предписывающий затемнение или выключение источников искусственного света после десяти часов вечера с мая по октябрь включительно так, чтобы их не было видно с берега.

## Демография
По результатам переписи населения 2000 года, в Хилтон-Хед-Айленде проживали 33 862 человека, из них 17,3% младше 18 лет и 24,1% старше 65 лет (вдвое больше, чем в среднем по Южной Каролине). Свыше 85% населения составляли белые, только 8,3% составляли афроамериканцы (против почти 30% в среднем по Южной Каролине). 11,5% населения составляли выходцы из стран Латинской Америки в первом или последующих поколениях, общий процент иммигрантов составлял 12.7%. Почти половину населения (45,9%) составляли выпускники высших учебных заведений (в то время, как в среднем по штату люди с высшим образованием составляли только 20%). Средний доход на семью в Хилтон-Хед-Айленде составлял 60 438 долларов в год, или 36 621 долларов на душу населения, что почти вдвое выше, чем в среднем по штату. 7,3% населения жили ниже черты бедности (14,1% в среднем по Южной Каролине).

## Культура и спорт
В городе ежегодно проводится ряд культурных мероприятий. В феврале проходит фестиваль культуры галла; эта культура также представлена летними сериями концертов. В марте проводится фестиваль вина. Центральным событием летней культурной и туристической программы стал проводящийся с 1988 года Харборфест.
В городе уже сорок лет проводятся традиционные соревнования по гольфу Heritage Classic; начиная с 1983 года турнир проходит в апреле. С 1973 по 2000 год в городе также проводился женский теннисный турнир Family Circle Cup, затем перенесенный в Чарлстон; победительницами турнира за время его проведения в Хилтон-Хед-Айленде становились лучшие теннисистки мира Мартина Навратилова, Крис Эверт, Штеффи Граф и Мартина Хингис.

## Официальный сайт города
- Официальный сайт (англ.)